# Trichopeza albocincta
Trichopeza albocincta är en tvåvingeart som först beskrevs av Karl Henrik Boheman 1864.  Trichopeza albocincta ingår i släktet Trichopeza och familjen Brachystomatidae. Arten är reproducerande i Sverige. Inga underarter finns listade i Catalogue of Life.